# La Séauve-sur-Semène
La Séauve-sur-Semène es una comuna francesa situada en el departamento de Alto Loira, en la región de Auvernia-Ródano-Alpes.

## Enlaces externos

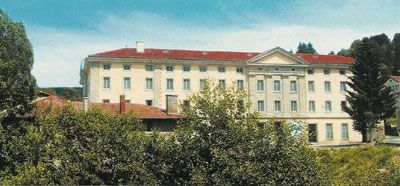
Antigua abadía cisterciense de La Séauve Bénite.

## Demografía
| 1165 | 1188 | 1021 | 1018 | 1074 | 1095 | 1475 |
| Para los censos de 1962 a 1999 la población legal corresponde a la población sin duplicidades (Fuente: INSEE [Consultar]) |      |      |      |      |      |      |